# Paleis Rijswijk

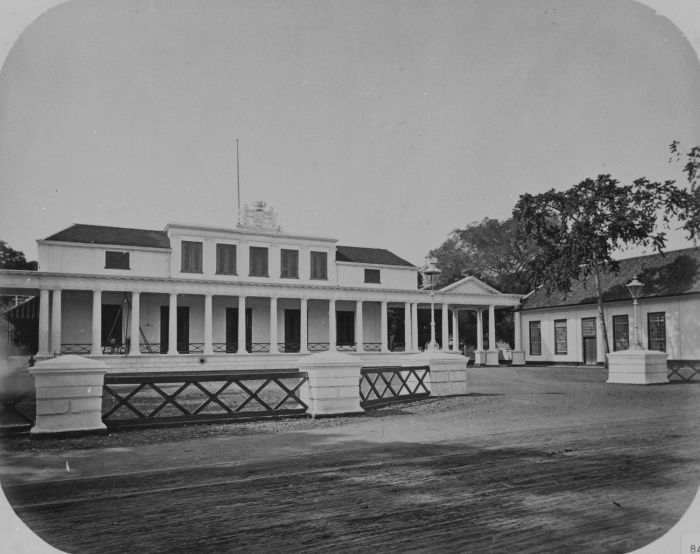
Het oude paleis van de gouverneur-generaal te Rijswijk. Ca. 1865.

Paleis Rijswijk (ook: Hôtel te Rijswijk) is de oorspronkelijke naam voor een gebouw in een buurt die indertijd 'Rijswijk' heette in de toenmalige villawijk Weltevreden in Batavia, Nederlands-Indië, nu Jakarta in Indonesië. Van 1820 tot eind april 1877 was het de plaatselijke ambtswoning van de gouverneur-generaal. Sinds de soevereiniteitsoverdracht eind 1949 wordt het Istana Negara (Staatspaleis) genoemd.

## Geschiedenis

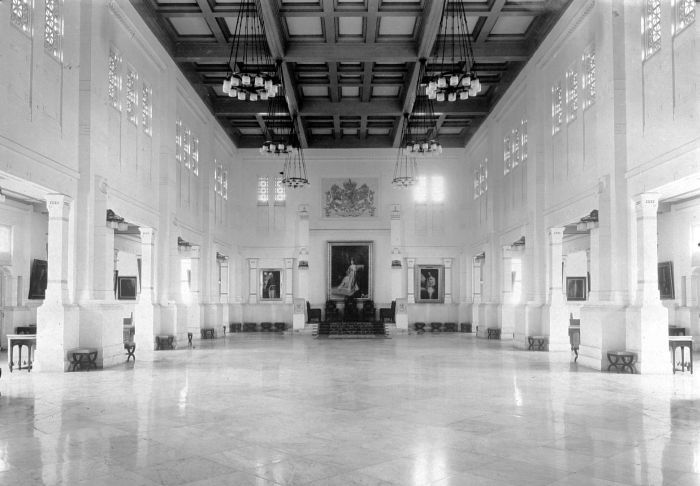
Nieuwe ontvangstzaal van het Paleis Rijswijk. Aan de verste wand een portret van koningin Wilhelmina met erboven het rijkswapen. Ca. 1930.

Het oude Paleis Rijswijk (tegenwoordig Istana Negara, Paleis van de Staat of Staatspaleis) kijkt aan een kant uit over de rivier de Ciliwung. Dit paleis werd in 1796 gebouwd als woning voor de koopman Jacob Andries van Braam. Het bestond oorspronkelijk uit twee verdiepingen en was zuiver classicistisch van stijl. De Ionische pilasters gaven het een strakke gevelindeling. Vanaf 1820 deed het dienst als ambtswoning voor de gouverneur-generaal tijdens zijn sporadische bezoeken aan Batavia. In 1848 werd de bouwvallige bovenverdieping grotendeels afgebroken en wat daar van overbleef kreeg een strakkere top. Aan de voorkant werden over de gehele lengte neoclassicistische zuilen geplaatst en aan de zijkanten kwamen bijgebouwen. Het gebouw werd naast ambtswoning gebruikt voor de maandelijkse audiënties, diners, recepties voor inlandse en buitenlandse vorsten, thés dansants en muziekavonden.
De legerofficier en latere minister van koloniën ad interim August Willem Philip Weitzel schreef in zijn in 1860 gepubliceerde boek Batavia in 1858 over het paleis:
Het woord paleis mag voor de woning van die landvoogd, ingevolge hooger bevel, niet meer gebezigd worden, en zou hier trouwens geheel misplaatst zijn. Het is een schoon huis, dat in der tijd, aan den rijken particulier die het liet bouwen, tot eer verstrekte, maar het is geenszins een verblijf, geschikt voor den man, die namens den Koning gezag voert over millioenen onderdanen, die het regt heeft, oorlog te voeren en vrede te sluiten, en die over leven en dood kan beschikken.

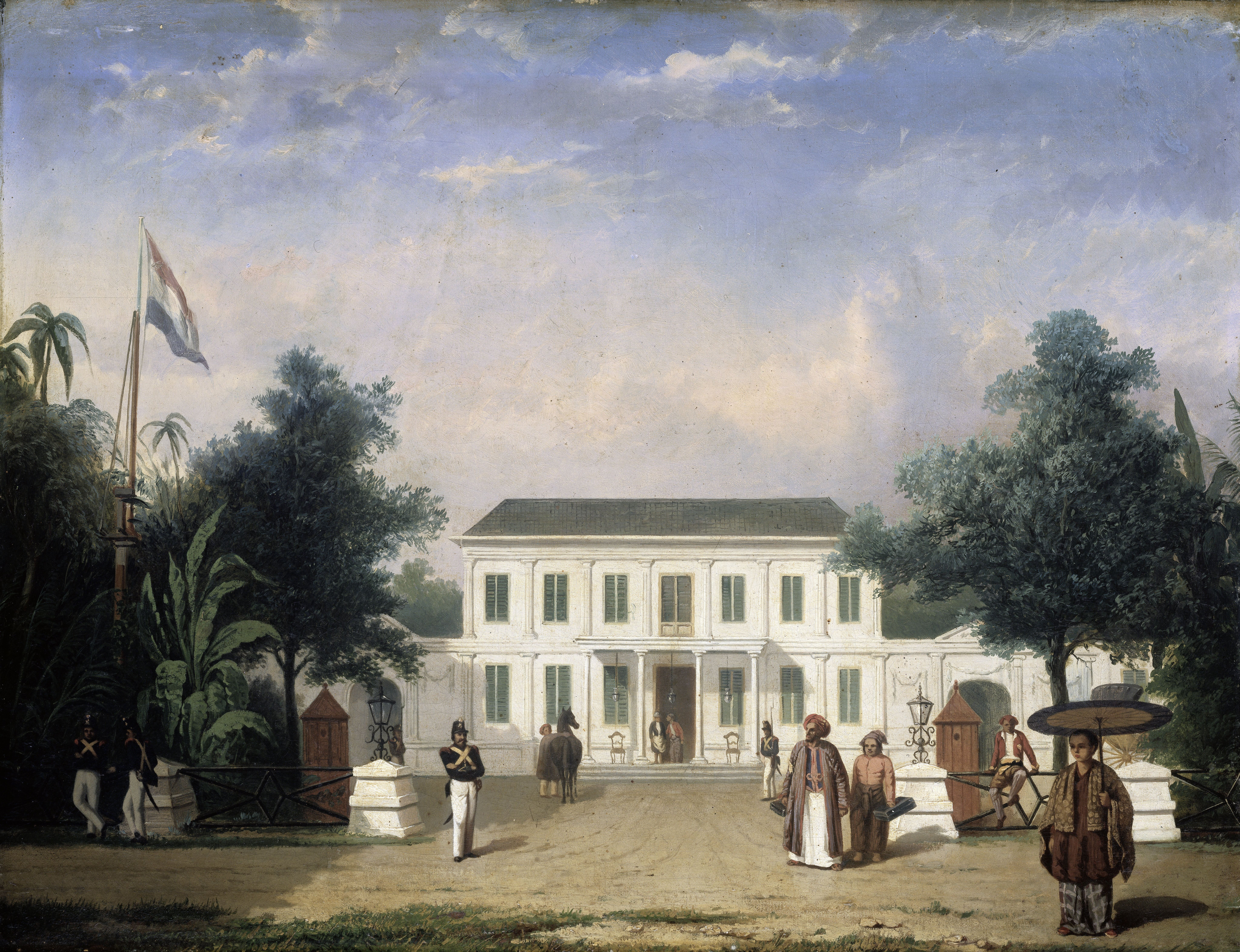
Het oorspronkelijke huis dat Van Braam liet bouwen op een schilderij van ca. 1840.

Vanaf 27 maart 1871 logeerde koning Chulalongkorn van Siam vijf nachten in het paleis. In 1872 werd de staat van het gebouw dusdanig slecht genoemd, dat ingrijpen noodzakelijk leek. Het was vervallen en had meerdere verbouwingen van slechte kwaliteit ondergaan. Toenmalig gouverneur-generaal Pieter Mijer schreef: "Zoo dikwijls ik de verzakkingen in de vloeren en de scheuringen in de muren aanschouw, bekruipt mij de vrees dat wij met gevaar bedreigd worden." Daarop werd door de Tweede Kamer over een periode van twee jaar een bedrag van 300.000 gulden uitgetrokken voor een noodzakelijke verbouwing. De bouw van een nieuw paleis aan het nabijgelegen Koningsplein was daarmee van de baan. In 1874 werd alsnog besloten om achter het paleis te beginnen met de bouw van een meer representatief paleis dat 'Paleis te Koningsplein' genoemd zou worden. Vanaf eind april 1877 overnachtten de gouverneurs-generaal tijdens hun verblijven in Batavia in dit nieuwe paleis. De thés dansants en muziekavonden verhuisden mee. Het oude gebouw onderging opnieuw een ingrijpende verbouwing toen in 1913 aan de achterkant een feestzaal verrees, die ook ontvangst- of troonzaal genoemd ging worden. De brede achtergalerij verloor er haar daglicht door.

Jonkheer Bonne de Jonge, die vijf jaar lang gouverneur-generaal was in de jaren dertig van de twintigste eeuw, schreef in zijn in 1968 uitgegeven Herinneringen van Jkhr. Mr. B.C. de Jonge over zijn tijd aldaar: 
Het paleis Rijswijk diende als bergplaats voor al de portretten van Landvoogden, waarvoor haast geen plaats meer te vinden is! Die van den laatst afgetreden G.G. en zijn voorganger hangen in de groote feest- of troonzaal ter weerszijde van den troon. Die troonzaal zelf is een in modernen stijl tegen het oude paleis aangebouwd aanhangsel, dat ik allerminst kon bewonderen. Het viel zóó uit den toon! In het paleis zelf zijn modern ingerichte apartementen voor hooge gasten, maar het is moeilijk in dat klimaat meubileering en stoffeering goed te houden.
In de troonzaal werd op 15 november 1946 het Akkoord van Linggadjati ondertekend. In dit verdrag erkende Nederland de republiek van Soekarno als een van de deelstaten van een toekomstig zelfstandig Indonesië. In mei 1947 arriveerde minister-president Louis Beel in Batavia. Hij overnachtte in Paleis Rijswijk en schreef aan zijn familie dat hij over twee kamers met airconditioning beschikte, alsook over een bed met klamboe.
Op 27 december 1949 werd officieel de kolonie Nederlands-Indië en daarmee ook het paleis overgedragen aan de nieuwe staat Indonesië. De 67 schilderijen van alle gouverneurs-generaal van Nederlands-Indië werden in januari 1950 overgebracht naar Nederland en bevinden zich sindsdien in de collectie van het Rijksmuseum te Amsterdam.